# Potok Szklanówka
Potok Szklanówka – potok, prawy dopływ Mszanki. Wypływa na wysokości około 680 m w mieście Mszana Dolna, w dolinie wcinającej się w południowy grzbiet Lubogoszczy. Spływa w kierunku południowo-zachodnim i na wysokości 390 m uchodzi do Mszanki. Zbocza potoku porasta las.